# Brigade Abraham Lincoln
Pour les articles homonymes, voir Abraham Lincoln (homonymie).
La Brigade Abraham Lincoln ou XVe Brigade internationale, a été constituée par des volontaires des États-Unis qui ont servi dans la guerre civile espagnole dans les Brigades internationales. Ils ont combattu du côté de la République espagnole contre Franco et les nationalistes.

## Le nom
Le terme de "brigade" est un terme mal approprié. Dans la guerre civile espagnole, une brigade était en effet composée de quatre à six bataillons. La plupart des volontaires américains rejoint deux bataillons (le "Lincoln Battalion" et le "Washington Battalion") de la XVe Brigade internationale. La XVe Brigade internationale était composée de six bataillons. Elle comprenait des volontaires de différentes nations complétés de combattants espagnols.
Avec le temps le terme d'"Abraham Lincoln Brigade" a servi pour nommer toute unité comportant les 2 800 volontaires américains qui participèrent à la guerre civile espagnole. Des volontaires des États-Unis ont également servi avec le bataillon canadien "bataillon Mackenzie-Papineau"; le "régiment de Train" et le "John Brown Anti-Aircraft Battery". En outre, cent vingt-cinq hommes et femmes ont également servi en tant qu'infirmières, médecins, techniciens, et conducteurs d'ambulance dans un hôpital fondé et géré par l'"American Medical Bureau to Save Spanish Democracy (en)".

## Les volontaires
La brigade Abraham Lincoln était formée de volontaires de tous les secteurs, de toutes les régions du pays, dont un tiers de Juifs qui y voyaient une occasion de combattre enfin les Nazis et les fascistes. Elle réunit jusqu'à 5 000 Américains.
Elle comprenait des marins, des étudiants, des chômeurs, des mineurs, des ouvriers de la fourrure, des bûcherons, des professeurs, des vendeurs, des athlètes, des danseurs, et des artistes. Au moins 60 pour cent étaient des membres de la Young Communist League ou du Parti communiste des États-Unis. Les « Wobblies » (membres de l'Industrial Workers of the World ou IWW), des socialistes, des anarchistes et d'autres sans affiliation précise ont complété les effectifs. Les socialistes ont constitué leur propre formation, la Eugene Debs Column.
Cette unité a sûrement été la première formation militaire « américaine » inter-raciale à être commandée par un afro-américain, Oliver Law.
Les volontaires irlandais ont formé la Connolly column, sous le commandement de Frank Ryan, au sein du bataillon Abraham Lincoln. Cette colonne a rejoint une brigade américaine plutôt que le bataillon britannique pour des raisons nationalistes.

## La formation
Les volontaires américains ont commencé à arriver en Espagne en 1936. Basée dans la ville de Figueras, près de la frontière française, la brigade a été organisée en 1937 et entrainée par Robert Hale Merriman. La Brigade Abraham Lincoln a souffert de son peu d'entraînement et de dirigeants peu compétents, choisis pour des raisons politiques. Son meilleur commandant a été Steve Nelson, qui en a pris trop tard la direction mais a su en faire une unité de combat véritablement efficace.
Au début 1937, ses effectifs ont augmenté passant de 96 à environ 450 brigadistes. En février 1937 les puissances européennes ont interdit la venue de nouveaux volontaires.

## La guerre

Drapeau d'une des unités de la Brigade Abraham Lincoln

Les volontaires américains des Brigades Internationales ont participé à plusieurs batailles en Espagne. Ils ont, avec succès et au prix de très nombreuses pertes, défendu la route entre Valence et Madrid dans la vallée du Jarama de février 1937 à juin 1937. Ils ont également combattu lors des batailles de Brunete, Saragosse, Belchite, Teruel et du fleuve Ebro.
La Brigade Abraham Lincoln a été soutenue par les milieux libéraux et socialistes aux États-Unis. Des activités de collecte de fonds ont permis d'assurer les apports financiers nécessaires. Le courage des brigadistes et les pertes humaines subies ont fait la réputation de ces Américains s'opposant à la montée du fascisme. Paul Robeson en était un grand défenseur. Il est allé, en Espagne, rendre visite aux volontaires de la Brigade Abraham Lincoln.
Progressivement, les forces nationalistes, soutenues par l'Allemagne nazie de Hitler et par l'Italie fasciste de Mussolini, ont pris l'ascendant militaire sur la République espagnole. Les Brigades Internationales ont  été retirées du combat par le premier ministre espagnol Juan Negrín à l'automne 1938. La majeure partie des survivants de la Brigade Abraham Lincoln ont été rapidement rapatriés. Ils ont été accueillis aux États-Unis comme des héros par les radicaux, mais mal vus par la plupart des Américains.
À la fin du conflit, on déplorait la perte de plus de 750 hommes.

## Après la guerre
Pendant et après la guerre civile espagnole, les membres des Brigades Internationales ont été considérés aux États-Unis comme des héros de la cause anti-fasciste mais aussi comme des défenseurs de l'URSS. Lors du Pacte germano-soviétique, les vétérans communistes de la Brigade Abraham Lincoln ont, avec l'American Peace Mobilization (en), protesté contre l'appui apporté par les  États-Unis à la Grande-Bretagne contre l'Allemagne nazie. . Après l'entrée en guerre des États-Unis et de l'Union soviétique, des vétérans se sont enrôlés dans les forces armées ou ont servi dans la marine marchande. Pendant et après la Seconde Guerre mondiale, lors de la deuxième peur rouge, le gouvernement des États-Unis a considéré les anciens brigadistes comme des suspects. J. Edgar Hoover, alors directeur du FBI, avait persuadé le Président Roosevelt que les anciens brigadistes ("antifascistes prématurés") combattant dans les forces des États-Unis lors de la Seconde Guerre mondiale devaient être confinés dans les bases militaires et ne devaient pas être officiers ni recevoir de distinctions. Beaucoup ont protesté avec succès et ont pu participer aux opérations. Ainsi, l'Office of Strategic Services (le service de renseignement ancêtre de la C.I.A) a intégré d'anciens volontaires qui ont pu mettre à profit leurs liens avec les partisans européens, forgés en Espagne.
Dans les années 1950, la plupart des vétérans, communistes ou non, ont subi des pressions dans leur travail, certains ont été licenciés du fait de leur passé de brigadiste. Dans les années 1950 et 60, la majorité des volontaires a quitté le Parti communiste en continuant de militer à gauche.

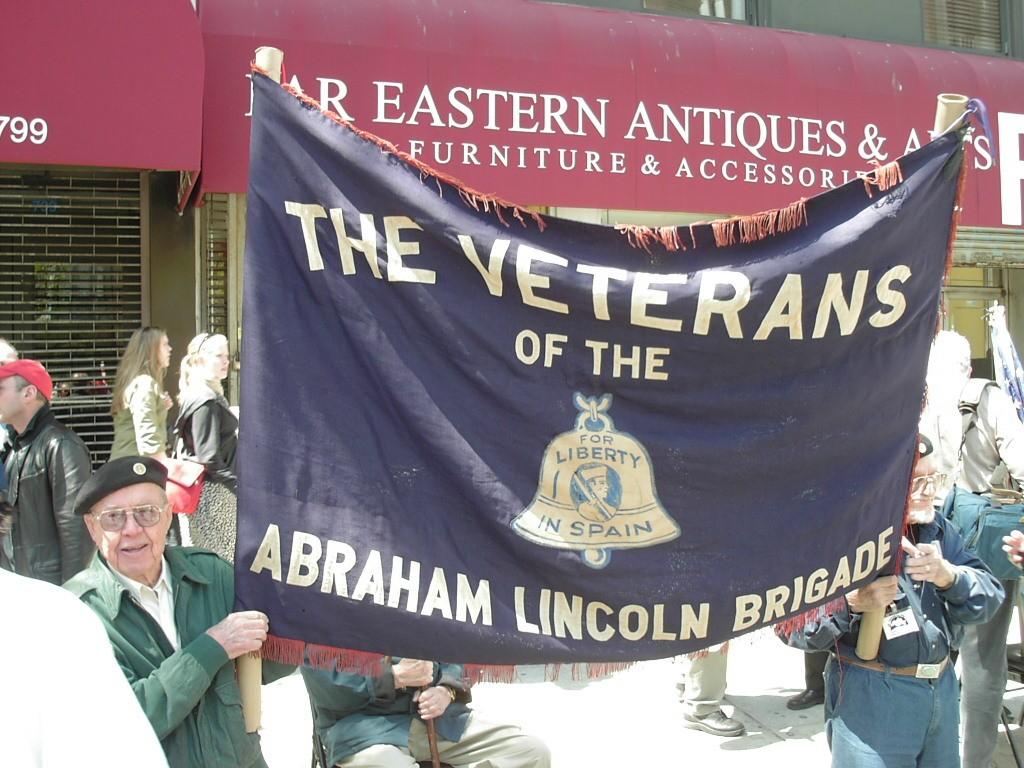
Anciens brigadistes américains.

Aujourd'hui, deux mémoriaux sont consacrés aux vétérans de la Brigade Abraham Lincoln aux États-Unis. Le premier est situé sur le campus de l'Université de Washington à Seattle. L'autre est situé dans le parc James Madison à Madison, Wisconsin.

## Hymne:Valley of Jarama
Alex McDade (en), membre de la XVe brigade internationale, a adapté une ancienne chanson traditionnelle Red River Valley pour en faire Battle of Jarama Valley qui deviendra l'hymne de la brigade. La XVe brigade internationale avait participé à la Bataille du Jarama et y avait subi de lourdes pertes.

## Officiers commandant la Brigade Abraham Lincoln
- Robert Hale Merriman
- Oliver Law
- Martin Hourihan
- Steve Nelson (activist) (en)[6]
- Hans Amlie

## Membres célèbres de la Brigade Abraham Lincoln
- Herman Bottcher (en) - titulaire de deux Distinguished Service Cross de la Seconde Guerre mondiale[7] ;
- Edward A. Carter, Jr. (en) - titulaire de la Medal of Honor de la Seconde Guerre mondiale ;
- Carmelo Delgado Delgado - originaire de Puerto Rico, parmi les premiers citoyens des États-Unis à mourir dans la guerre civile espagnole[8].

## Partisans de la République Espagnole
- Paul Robeson (membre honoraire)
- Dashiell Hammett
- Lillian Hellman
- Gypsy Rose Lee
- Dorothy Parker
- Pablo Picasso
- Sam Yorty
- Helen Keller
- Ernest Hemingway
- Woody Guthrie
- George Orwell